# Катанео, Аурелия
Аурелия Катанео (итал. Aurelia Cataneo; 1864, Неаполь — 27 декабря 1891, Милан) — итальянская оперная певица (сопрано).
Окончила неаполитанскую консерваторию Сан-Пьетро-а-Майелла, ученица Эмануэле де Роксаса. Дебютировала на оперной сцене в 1881 году в Салерно, исполнив партию Виолетты в опере Джузеппе Верди «Травиата». Далее пела на сценах Неаполя, Рима, Пармы, Мессины, исполняя ведущие партии в различных операх Верди, Гаэтано Доницетти, Амилькаре Понкьелли; настоящим триумфом стало исполнение Аурелией Катанео заглавной партии в опере Понкьелли «Джоконда» в Милане в 1887 году. За ней последовало участие Катанео в одной из заглавных партий в итальянской премьере оперы Рихарда Вагнера «Тристан и Изольда» (Болонья, 2 июня 1888 года, дирижёр Джузеппе Мартуччи). На рубеже 1880-90-х гг. много выступала на сцене миланского театра Ла Скала: Дездемона в «Отелло», Амелия в «Симоне Бокканегра», Эльвира в «Эрнани». На этой же сцене исполнила партию Фиделии на премьере оперы Джакомо Пуччини «Эдгар» (1889).
Умерла в результате осложнений при родах.